# Montreuil-le-Chétif
Pour les articles homonymes, voir Montreuil.
Montreuil-le-Chétif est une commune française, située dans le département de la Sarthe en région Pays de la Loire, peuplée de 313 habitants.
La commune fait partie de la province historique du Maine.

## Géographie

### Localisation
Montreuil-le-Chétif se situe à l'extrémité sud-ouest du Maine normand, à peu près à égale distance entre Sillé-le-Guillaume et Fresnay-sur-Sarthe. Le ruisseau de Courtoussaint et l'Orthe coulent sur la commune.
| Douillet        | Douillet            | Saint-Aubin-de-Locquenay |
| Mont-Saint-Jean | Montreuil-le-Chétif | Saint-Aubin-de-Locquenay |
| Pezé-le-Robert  | Ségrie              | Ségrie                   |

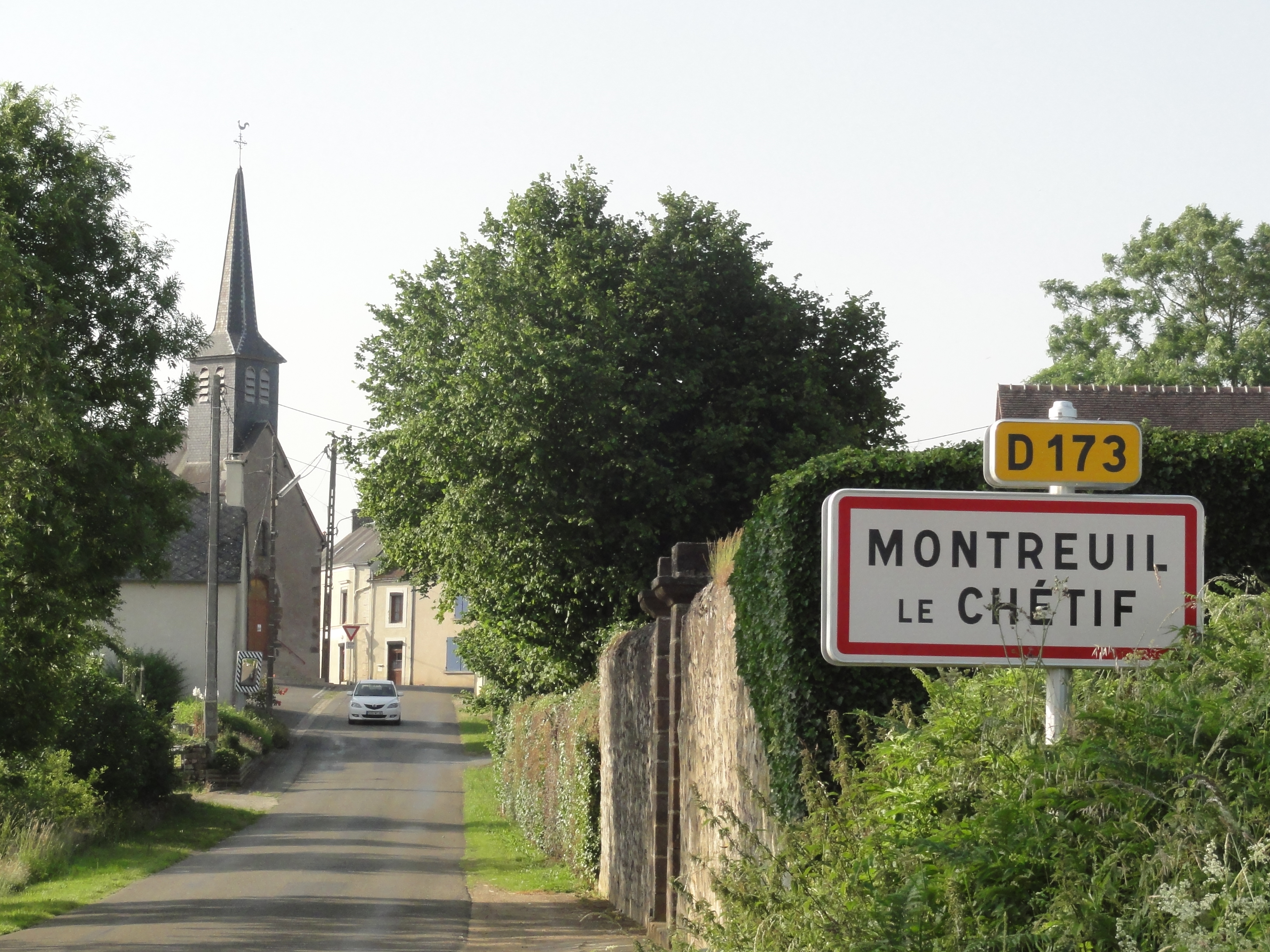
Entrée du bourg.
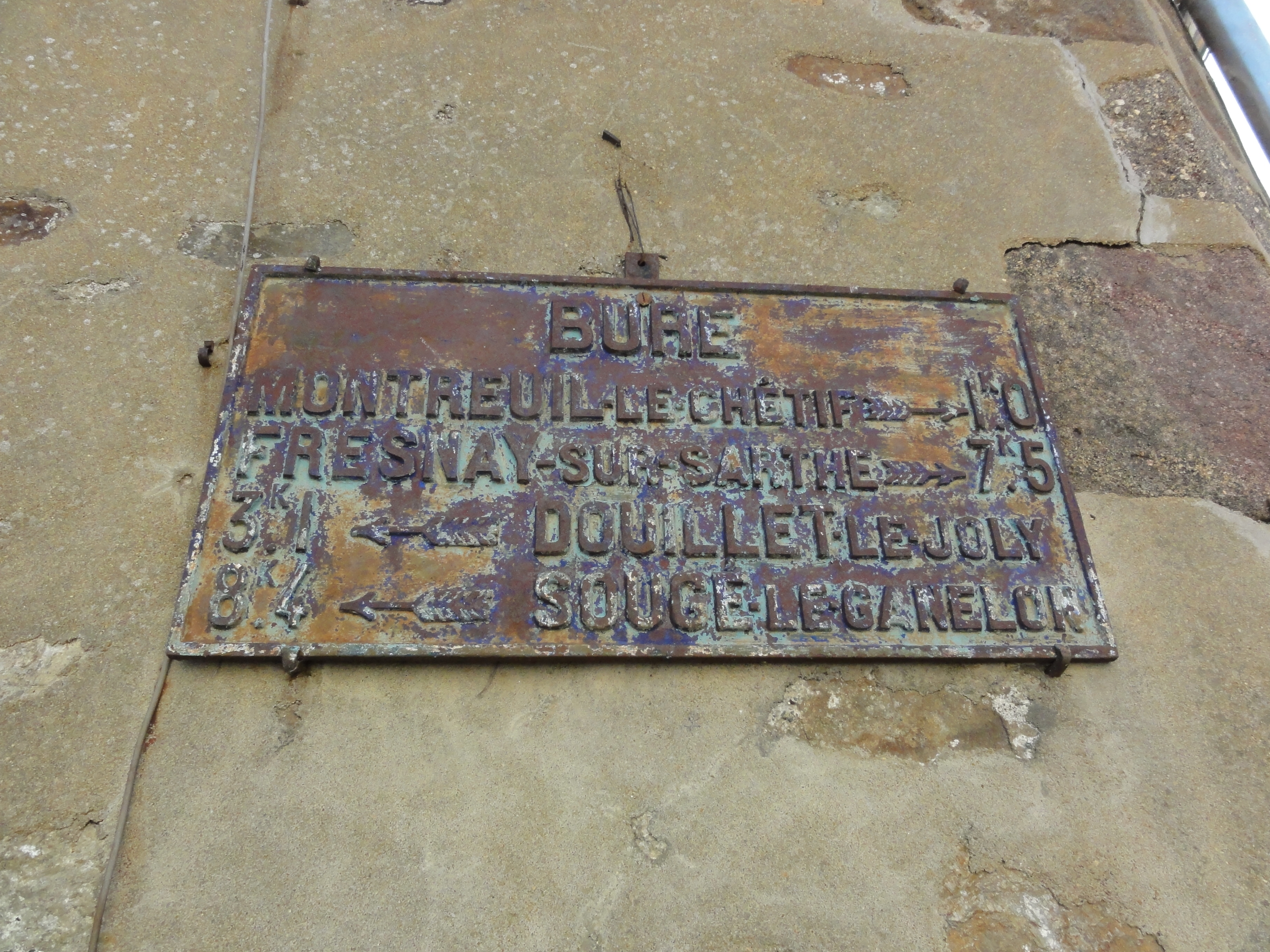
Plaque de cocher au hameau de Bure.

### Climat
Pour des articles plus généraux, voir Climat des Pays de la Loire et Climat de la Sarthe.
En 2010, le climat de la commune est de type climat océanique dégradé des plaines du Centre et du Nord, selon une étude du CNRS s'appuyant sur une série de données couvrant la période 1971-2000. En 2020, Météo-France publie une typologie des climats de la France métropolitaine dans laquelle la commune est dans une zone de transition entre le climat océanique et le climat océanique altéré et est dans la région climatique  Moyenne vallée de la Loire, caractérisée par une bonne insolation (1 850 h/an) et un été peu pluvieux. 
Pour la période 1971-2000, la température annuelle moyenne est de 10,6 °C, avec une amplitude thermique annuelle de 14,1 °C. Le cumul annuel moyen de précipitations est de 783 mm, avec 12,7 jours de précipitations en janvier et 7,3 jours en juillet. Pour la période 1991-2020, la température moyenne annuelle observée sur la station météorologique de Météo-France la plus proche, « Saint Germain_sapc », sur la commune de Fresnay-sur-Sarthe à 6 km à vol d'oiseau, est de 11,9 °C et le cumul annuel moyen de précipitations est de 695,6 mm,. Pour l'avenir, les paramètres climatiques de la commune estimés pour 2050 selon différents scénarios d'émission de gaz à effet de serre sont consultables sur un site dédié publié par Météo-France en novembre 2022.

## Urbanisme

### Typologie
Au 1er janvier 2024, Montreuil-le-Chétif est catégorisée commune rurale à habitat très dispersé, selon la nouvelle grille communale de densité à sept niveaux définie par l'Insee en 2022.
Elle est située hors unité urbaine et hors attraction des villes,.

### Occupation des sols
L'occupation des sols de la commune, telle qu'elle ressort de la base de données européenne d’occupation biophysique des sols Corine Land Cover (CLC), est marquée par l'importance des territoires agricoles (79,6 % en 2018), une proportion sensiblement équivalente à celle de 1990 (79,4 %). La répartition détaillée en 2018 est la suivante : 
prairies (51,2 %), terres arables (27,5 %), forêts (20,4 %), zones agricoles hétérogènes (0,9 %). L'évolution de l’occupation des sols de la commune et de ses infrastructures peut être observée sur les différentes représentations cartographiques du territoire : la carte de Cassini (XVIIIe siècle), la carte d'état-major (1820-1866) et les cartes ou photos aériennes de l'IGN pour la période actuelle (1950 à aujourd'hui).

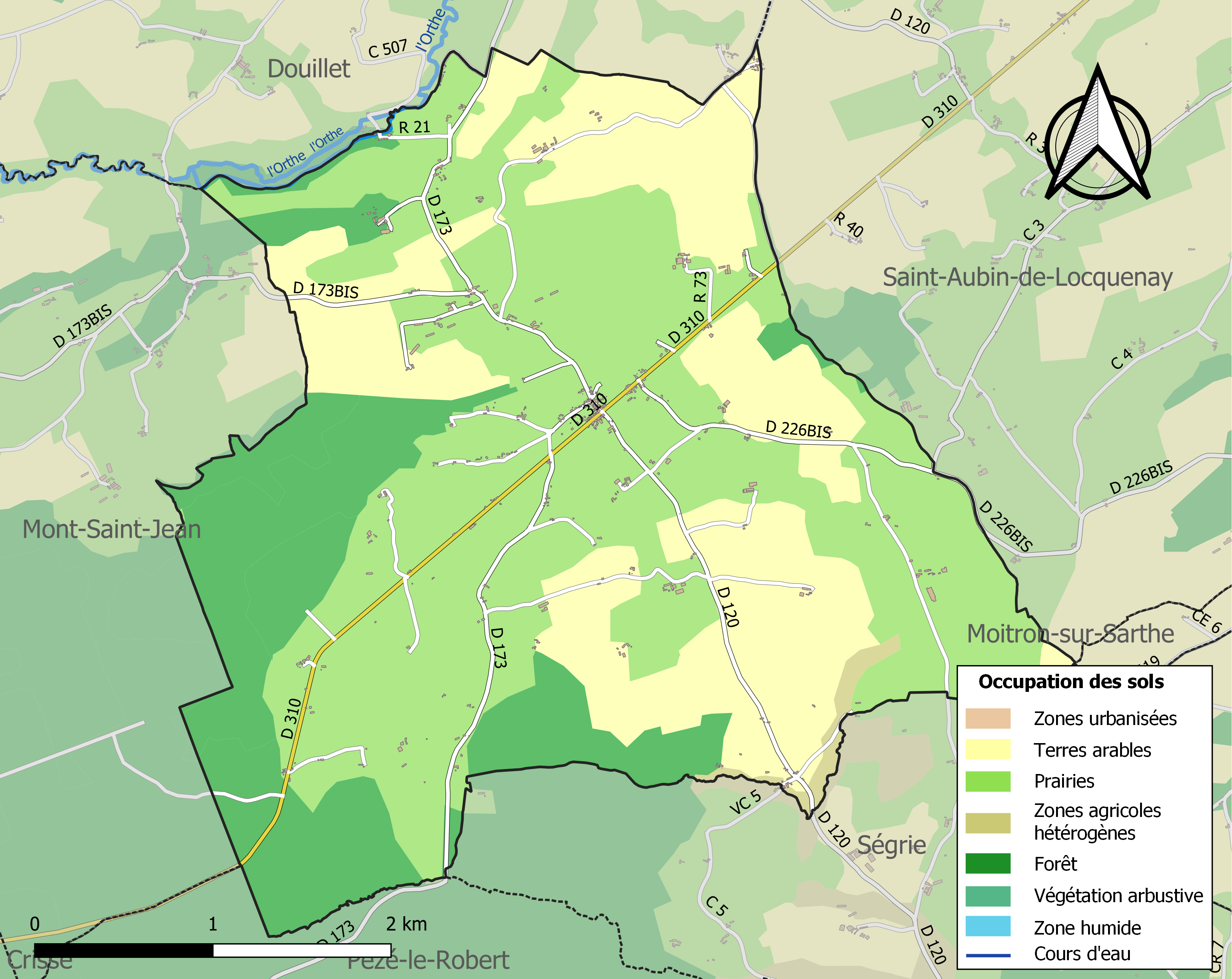
Carte des infrastructures et de l'occupation des sols de la commune en 2018 (CLC).

### Lieux-dits, hameaux et écarts
- Les Avortons, Beau Chêne, les Clairebottières, la Bedellerie, le Cormier, la Chevallerie, Bure, le Chêne Brûlé, la Cocanne, le Coin du Bois, la Coquinière, la Croix, la Forge de l'Aune, le Jarrier, le Logis, les Pruniers, la Touchette, la Tuile, les Vallées, la Piogerie, la Pérauderie, le Cruchet, le Chêne vert, le Petit Fourneau, le Clair logis, la Planche, Frémusson, les Tuileries, le Houx, la Poterie, les Ouches, la Petite Barre, les Rochelles, le Rocher, la Cafetière, les Aumôneries, le Grand Gué, le Pigeonnier, les Grandes Barrières , les Grandes Fosses, le Grand Bercon, le Chêne Morand, la Butte, le Bout des Prés, la Chaussée, la Savaterie, la Trouesse, la Forge Picher, la Fontaine, la Devise, la Petite Devise, les Etricheries, la Mare, le Minerai, le Lièvre Sault, la Fuie, la Grenouillerie, la Métairie, la Corbellière, la Balotterie, les Rocs, la coulée du Gué, la Savaterie,la Croix Blanche, Vau Hallier.

## Toponymie
Le nom de la localité est attesté sous la forme Monterol au XIIIe siècle,. Le toponyme Montreuil aurait pour origine monasteriolum, diminutif supposé du latin monasterium, « monastère ».
Quant au mot Chétif (du latin captivus), il viendrait de ce que les revenus de certaines églises appartenant à la cathédrale du Mans étaient destinés au rachat des captifs[réf. nécessaire] ; or Montreuil le Chétif appartenait à l'église du Mans[réf. nécessaire].
Selon le Site officiel de la Communauté de Communes Haute Sarthe Alpes Mancelles, "depuis le   IVe siècle, [Montreuil-le-chétif] a porté comme noms Monasteriolum, Monstralium, Misérum-Montrelon, Monftreul".
Le gentilé est Montreuillais.

## Histoire
Au XIIe siècle, l'ancienne église de Montreuil n'était qu'une chapelle bâtie dans un pays de landes. Plus tard, on y ajouta un chœur et un transept.[réf. nécessaire]
Durant le XVIIe siècle, la commune comportait seulement une chapelle entourée de sept petites maisons.
En 1939, l'église de la commune a été rebâtie à la suite de l'incendie du soir (première fois constaté à 18 heures) du dimanche 25 juillet 1937 qui a détruit l'église en moins d'une heure.

## Politique et administration
| Période                                  | Période   | Identité           | Étiquette | Qualité                     |
| ---------------------------------------- | --------- | ------------------ | --------- | --------------------------- |
| 1932                                     | 1941      | M. Blossier        |           |                             |
| 1941                                     | ?         | M. Brière          |           |                             |
| ?                                        | 1947      | Richard Grunberg   |           |                             |
| 1947                                     | 1983      | Firmin Blossier    |           |                             |
| 1983                                     | mars 2014 | Daniel Blossier    | SE        |                             |
| mars 2014                                | En cours  | Marie-France Guyon | SE        | Retraitée de l'enseignement |
| Les données manquantes sont à compléter. |           |                    |           |                             |

Le conseil municipal est composé de onze membres dont le maire et deux adjoints.

## Vie locale
Montreuil-le-Chétif est regroupée en syndicat intercommunal à vocation scolaire (SIVOS) avec les communes de Saint-Aubin-de-Locquenay et Moitron-sur-Sarthe.

## Démographie
L'évolution du nombre d'habitants est connue à travers les recensements de la population effectués dans la commune depuis 1793. Pour les communes de moins de 10 000 habitants, une enquête de recensement portant sur toute la population est réalisée tous les cinq ans, les populations de référence des années intermédiaires étant quant à elles estimées par interpolation ou extrapolation. Pour la commune, le premier recensement exhaustif entrant dans le cadre du nouveau dispositif a été réalisé en 2007.
En 2022, la commune comptait 313 habitants, en évolution de +3,64 % par rapport à 2016 (Sarthe : −0,25 %, France hors Mayotte : +2,11 %).
Montreuil-le-Chétif a compté jusqu'à 1 228 habitants en 1831.
| 1793 | 1800 | 1806  | 1821  | 1831  | 1836  | 1841  | 1846  | 1851  |
| ---- | ---- | ----- | ----- | ----- | ----- | ----- | ----- | ----- |
| 928  | 994  | 1 110 | 1 093 | 1 228 | 1 205 | 1 181 | 1 162 | 1 140 |

| 1856  | 1861  | 1866  | 1872 | 1876 | 1881 | 1886 | 1891 | 1896 |
| ----- | ----- | ----- | ---- | ---- | ---- | ---- | ---- | ---- |
| 1 133 | 1 091 | 1 040 | 974  | 960  | 944  | 873  | 856  | 870  |

| 1901 | 1906 | 1911 | 1921 | 1926 | 1931 | 1936 | 1946 | 1954 |
| ---- | ---- | ---- | ---- | ---- | ---- | ---- | ---- | ---- |
| 820  | 805  | 791  | 571  | 541  | 518  | 484  | 520  | 446  |

| 1962 | 1968 | 1975 | 1982 | 1990 | 1999 | 2006 | 2007 | 2012 |
| ---- | ---- | ---- | ---- | ---- | ---- | ---- | ---- | ---- |
| 435  | 445  | 359  | 339  | 291  | 287  | 305  | 307  | 307  |

| 2017 | 2022 | - | - | - | - | - | - | - |
| ---- | ---- | - | - | - | - | - | - | - |
| 302  | 313  | - | - | - | - | - | - | - |

### Évolution de la taille des ménages
|                                                   | 1968 | 1975 | 1982 | 1990 | 1999 | 2007 | 2012 | 2017 |
| ------------------------------------------------- | ---- | ---- | ---- | ---- | ---- | ---- | ---- | ---- |
| Nombre moyen d'occupants par résidence principale | 3.16 | 2.78 | 2.85 | 2.66 | 2.41 | 2.48 | 2.34 | 2.34 |

### Évolution du pourcentage des personnes de 15 ans ou plus déclarant vivre en couple selon l'âge
| %    | 15 à 19 ans | 20 à 24 ans | 25 à 39 ans | 40 à 54 ans | 55 à 64 ans | 65 à 79 ans | 80 ans ou plus |
| ---- | ----------- | ----------- | ----------- | ----------- | ----------- | ----------- | -------------- |
| 2007 | 4.3         | 40.0        | 81.0        | 85.2        | 76.7        | 71.7        | 58.8           |
| 2012 | 7.1         | 72.7        | 80.4        | 80.6        | 78.4        | 71.1        | 65.4           |
| 2017 | 4.2         | 45.5        | 77.8        | 85.2        | 82.5        | 81.0        | 33.3           |

## Économie
- Alimentation - dépôt de pain - bar-tabac, restaurant, entreprise imprimerie sérigraphie, maçonnerie, rénovation, façade, carrelage, plombier.

## Vie associative et sportive

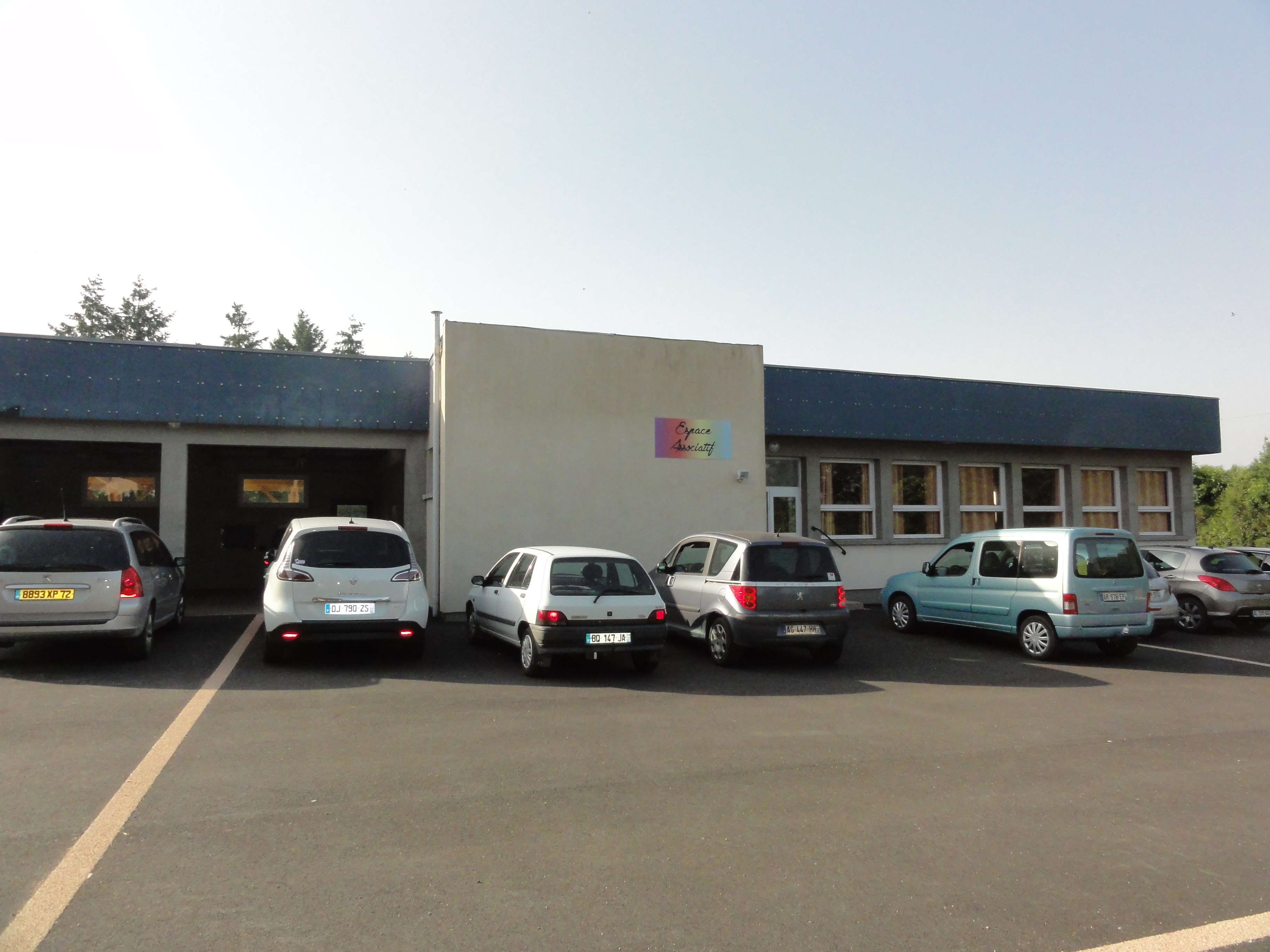
Salle des associations.
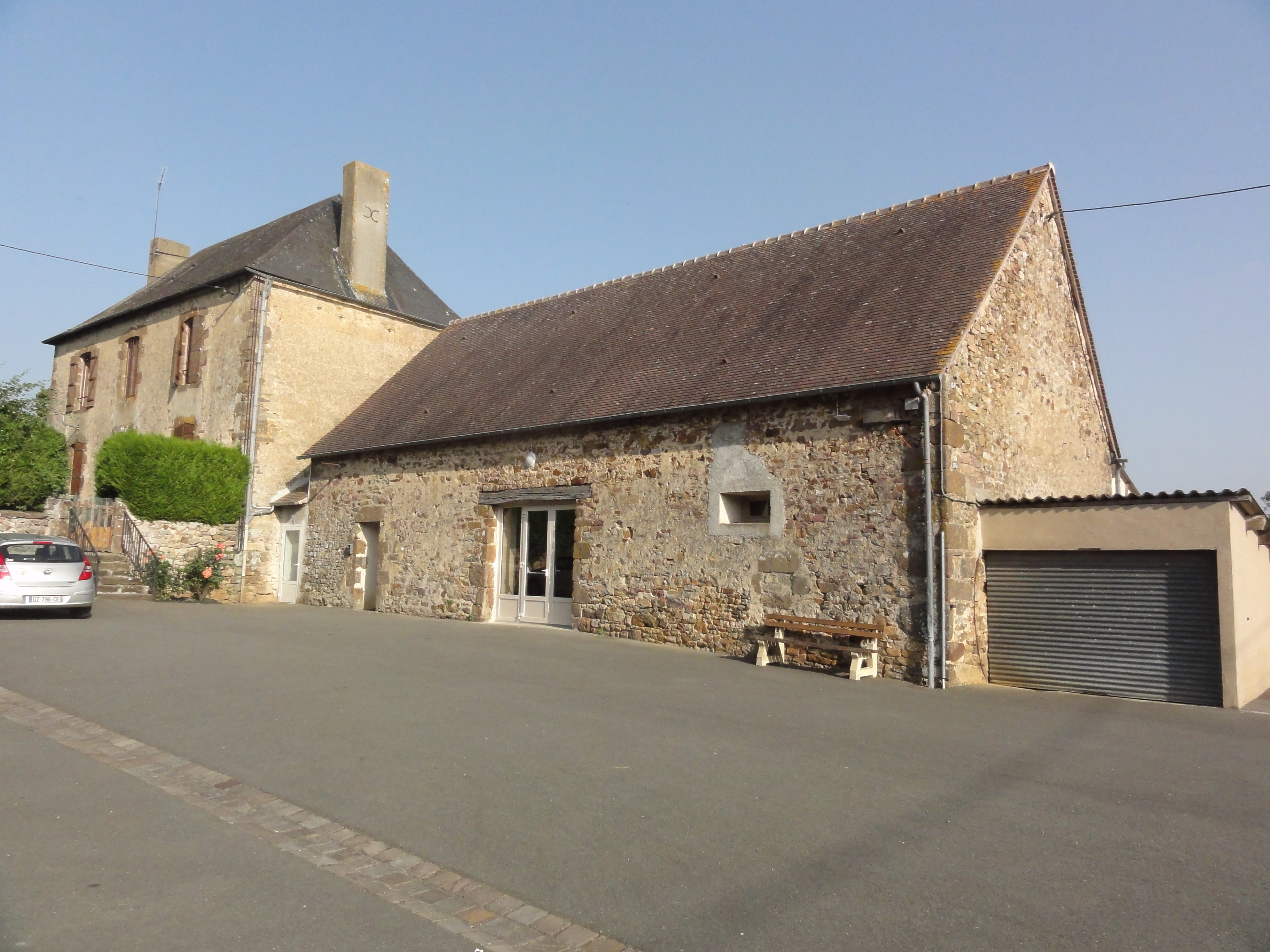
Salle polyvalente.

## Culture locale et patrimoine

### Lieux et monuments
- Manoir de Bernay des XIVe et XVe siècles, et grange des XIIIe et XIVe siècles. Entièrement restauré de 1992 à 1996, sa construction est réalisée du XIVe au XVIe siècle. À l'origine, le bâtiment de forme rectangulaire comportait trois pièces au rez-de-chaussée et deux grandes pièces au premier étage. On accédait à l'étage par une tourelle qui se situait au nord-est (l'embrasure des portes et les pierres d'arasement sont encore visibles). Au XVe siècle, l'aménagement est modifié dans son cloisonnement intérieur et au début du XVIe siècle, la tour de façade contenant l'escalier à vis en pierre est construite. L'intérieur du manoir a gardé ses structures d'origine : deux cheminées gothiques au rez-de-chaussée et deux autres à l'étage ; on y trouve aussi la poutraison et les lambourdes d'origine. La charpente ancienne en berceau couronne cet édifice.
  - La grange est inscrite au titre des monuments historiques depuis le 27 mars 2008[27]. Elle a fait l'objet d'une restauration. Il s'agit d'une grange qui probablement fut à l'origine un manoir-hall au XIIe siècle qui avait vocation d'habitat pour les hommes et pour les animaux. À l'origine, cette grange était plus grande qu'elle n'apparait aujourd'hui dans ses dimensions. Après l'occupation anglaise du Maine (guerre de Cent Ans), ce bâtiment est restauré et sa charpente restituée. Une analyse de dendrochronologie a permis de dater cette charpente du tout début du XVIe siècle (laboratoire LAE Bordeaux).
- Église Saint-Sulpice du XIe siècle avec un chemin de croix sculpté sur tablettes en bois.
- Monument aux morts
- Pigeonnier du XVIIIe siècle ruiné, à proximité du lieu-dit le Logis.
- Manoir des Touchettes, du XVe siècle.

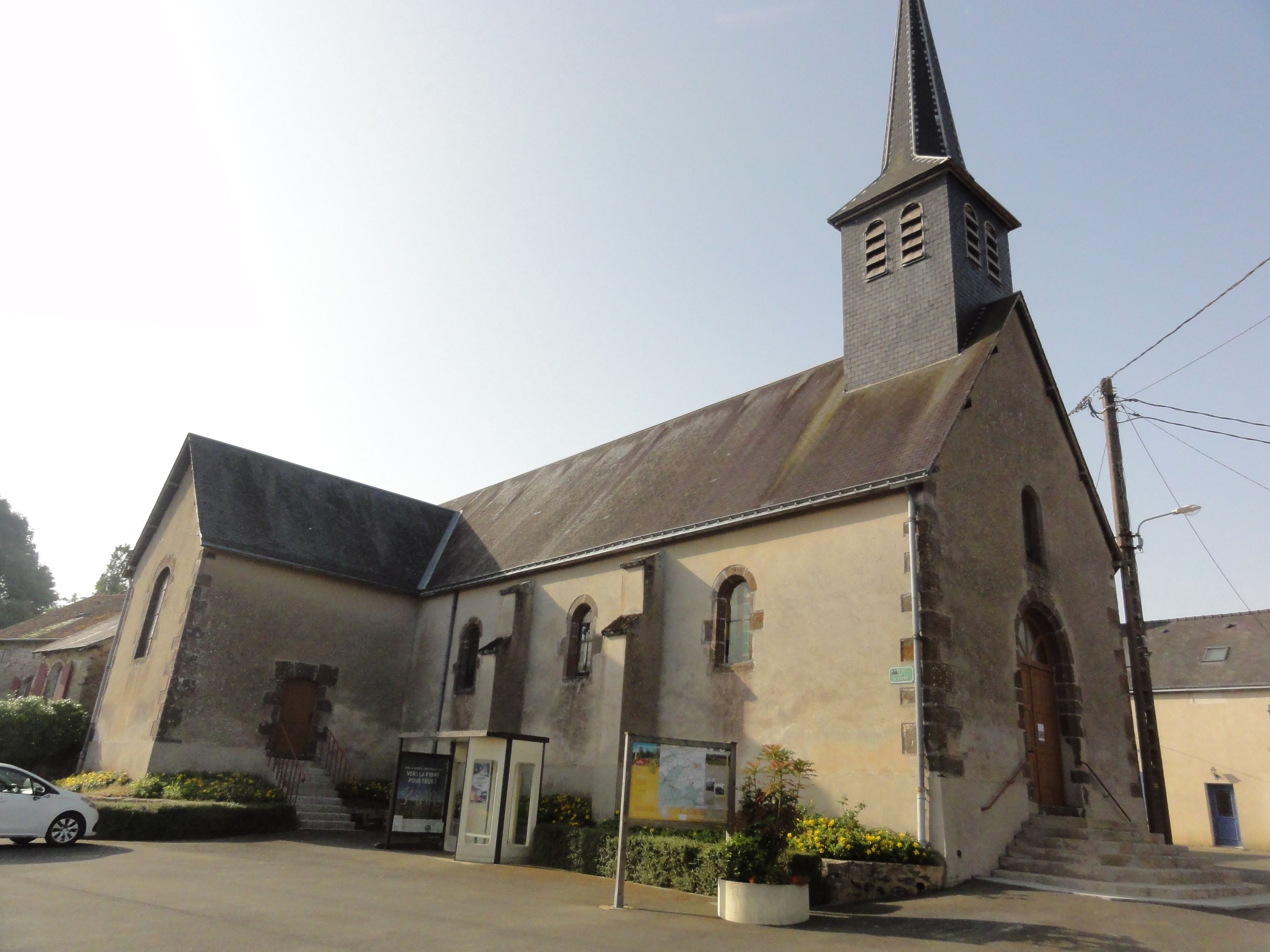
Église Saint-Sulpice.
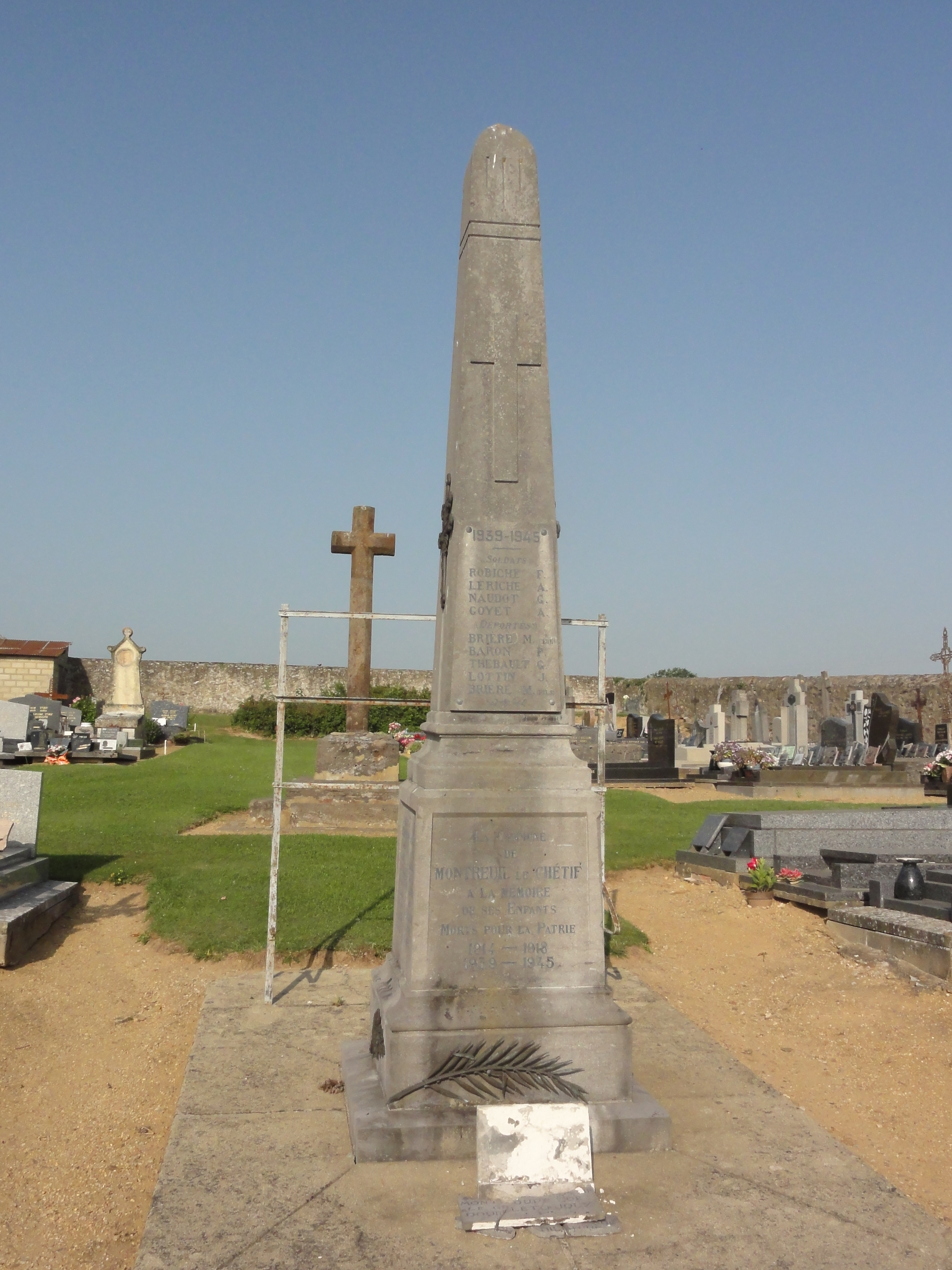
Monument aux morts.
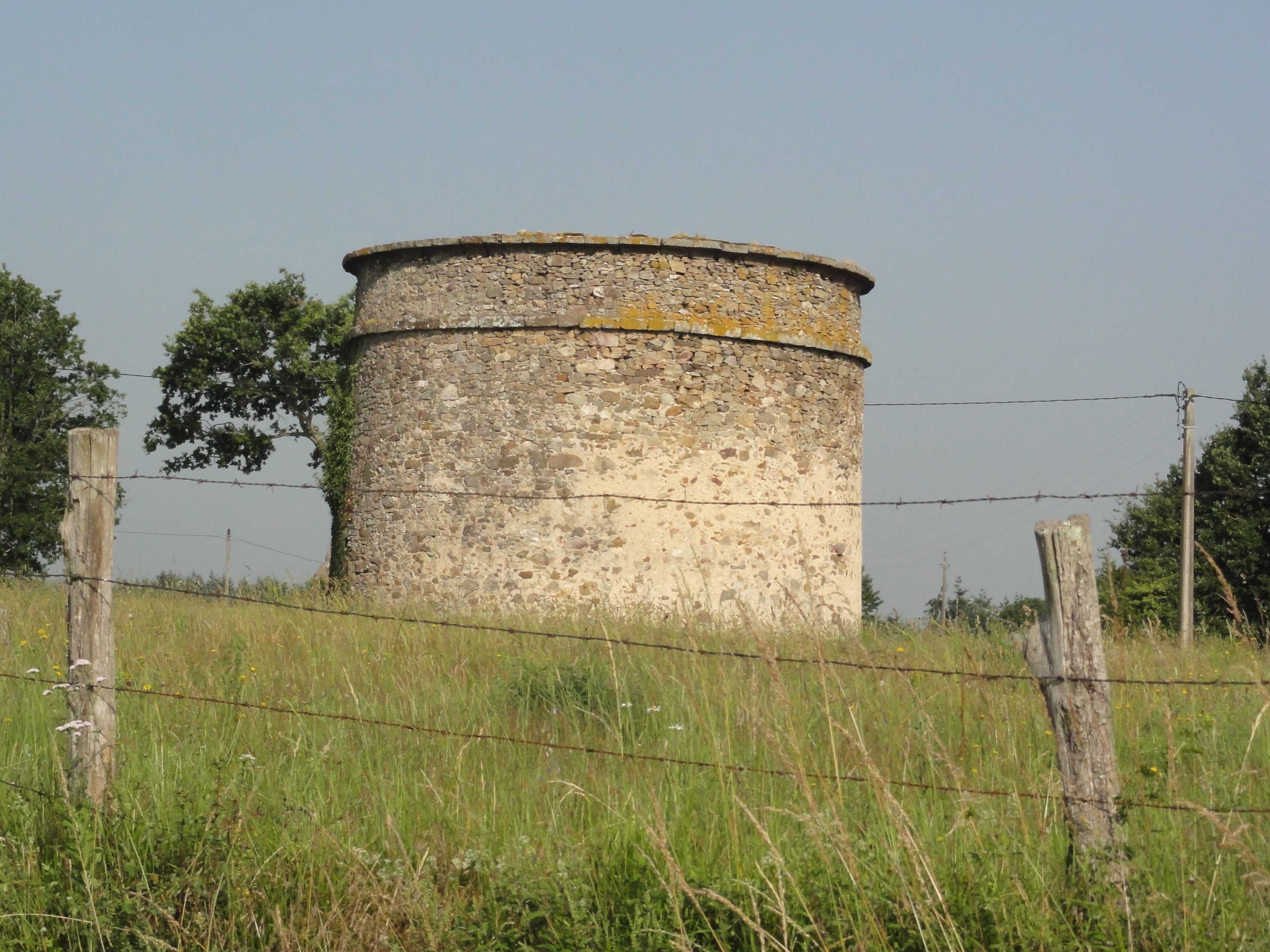
Pigeonnier en ruine.

### Personnalités liées à la commune
- Maxime Du Camp (1822-1894), homme de lettres, reçu à l'Académie en 1880, ami et compagnon de voyage de Gustave Flaubert, a vécu au manoir de Bernay à Montreuil-le-Chétif, propriété qu'il tenait de sa mère[28].
- Bill Cain (né en 1948), Basketteur, ayant intégré le Hall of Fame d'Iowa State Cyclones en 2002, vit dans la commune[17].
- Berthe de Souabe (907-961), reine consort de Bourgogne, épouse de Rodolphe II, a vécu à au lieu-dit des Touchettes[17].